# Hedging
Hedging, (engelska: inhägna, gardera sig) innebär att med hjälp av mot- eller täckningsaffärer i en investeringsstrategi minska eller eliminera risk, som kan uppkomma genom ogynnsam pris- eller kursutveckling. Syftet uppnås genom att göra flera investeringar som helt eller delvis tar ut varandra vid vinst eller förlust, till exempel genom så kallad terminsaffärer.
Hedging var tidigare vanligast inom bomullsmarknaden, men förekommer numera inom alla marknader, inte minst valutamarknaden.